# Dirk Gently's Holistic Detective Agency (seriál)
Dirk Gently's Holistic Detective Agency je americký komediální sci-fi televizní seriál, jehož autorem je Max Landis. Vznikl na motivy románu Holistická detektivní kancelář Dirka Gentlyho od Douglase Adamse. Premiérově byl vysílán v letech 2016–2017 na stanici BBC America (mezinárodně jej jako koproducent vydával Netflix), kdy vznikly dvě řady s celkem 18 díly. V hlavních rolích soukromého detektiva Dirka Gentlyho a jeho parťáka Todda se představili Samuel Barnett a Elijah Wood.

## Příběh
Todd Brotzman, dříve kytarista jím založené skupiny Mexican Funeral, žije v Seattlu, kde pracuje jako hotelový poslíček a snaží se s minimem financí přežívat a zároveň podporovat svoji sestru Amandu, která trpí nemocí zvanou pararibulitis. V Toddově hotelu se však stane záhadná vražda a on sám je svědkem prazvláštních jevů (mj. spatří na chodbě sebe sama). Z práce je vyhozen, po návratu domu se však seznámí s podivným Dirkem Gentlym, jenž sám sebe označuje jako „holistického detektiva“, který má teorii, že vše ve vesmíru je navzájem nějak propojeno. Todd se poněkud neochotně k němu přidá a společně pátrají po pachateli vraždy i zmizelé dívce. Druhá řada seriálu se odehrává ve fiktivním městečku Bergsberg v Montaně, kam Todd a Farah, bodyguardka, se kterou se při vyšetřování vraždy seznámili, dorazí při svém útěku, neboť se dostali do hledáčku FBI. Zde se opět setkají s Dirkem a začnou vyšetřovat zmizení rodiny, ke kterému došlo před 50 lety.

## Obsazení
- Samuel Barnett jako Dirk Gently
- Elijah Wood jako Todd Brotzman
- Hannah Marks jako Amanda Brotzman
- Fiona Dourif jako Bart Curlish
- Jade Eshete jako Farah Black
- Mpho Koaho jako Ken
- Michael Eklund jako Martin
- Dustin Milligan jako seržant Hugo Friedkin
- Osric Chau jako Vogel (2. řada, v 1. řadě jako host)

## Vysílání
| Řada | Díly | Premiéra v USA | Premiéra v USA    |
| Řada | Díly | První díl      | Poslední díl      |
| ---- | ---- | -------------- | ----------------- |
| 1    | 8    | 22. října 2016 | 10. prosince 2016 |
| 2    | 10   | 14. října 2017 | 16. prosince 2017 |